# Gao Ling
Detta är ett kinesiskt namn; familjenamnet är Gao.
Gao Ling, född den 14 mars 1979, är en kinesisk idrottare som tog fyra medaljer i badminton vid olympiska sommarspelen 2000 och 2004.

## Olympiska meriter

### Olympiska sommarspelen 2008
| Namn                  | Gren  | 32-delsfinal | 16-delsfinal | 8-delsfinal                                    | Kvartsfinal      | Semifinal        | Final            | Final            |
| Namn                  | Gren  | Resultat     | Resultat     | Resultat                                       | Resultat         | Resultat         | Resultat         | Plats            |
| --------------------- | ----- | ------------ | ------------ | ---------------------------------------------- | ---------------- | ---------------- | ---------------- | ---------------- |
| (2) Zheng Bo Gao Ling | Mixed |              |              | Robertson och Emms (GBR) L 16-21, 21-16, 19-21 | Gick inte vidare | Gick inte vidare | Gick inte vidare | Gick inte vidare |